# Imre Greguss

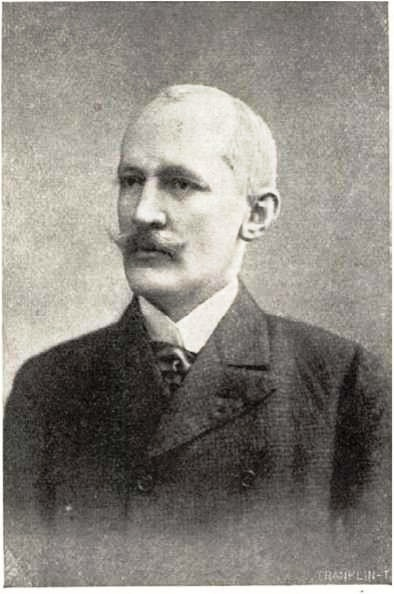
Imre Greguss (1910)

Imre Greguss (geboren 30. März 1856 in Uhrovec, Kaisertum Österreich; gestorben 5. Juni 1910 in Budapest, Österreich-Ungarn) war ein ungarischer Maler.

## Leben
Greguss studierte von 1873 bis 1875 bei Otto Seitz an der Akademie der Bildenden Künste München und besuchte die Malschule von Józef Brandt. Er hatte Erfolg mit Bildern, die er bei der Münchner Künstlergenossenschaft ausstellte. Er kehrte nach Ungarn zurück und war 1878 Kriegsmaler im Bosnienkrieg. Sein Gemälde vom Hochwasser in Szeged 1879 wurde angekauft und von der Erzherzogin Marie Valerie der Stadt geschenkt.  1883 hielt er sich bei Jules-Joseph Lefebvre an der Académie Julian auf und malte bei Gustave Boulanger und Mihály von Munkácsy. Nach einem Venedigaufenthalt studierte er in Budapest bei Gyula Benczúr.

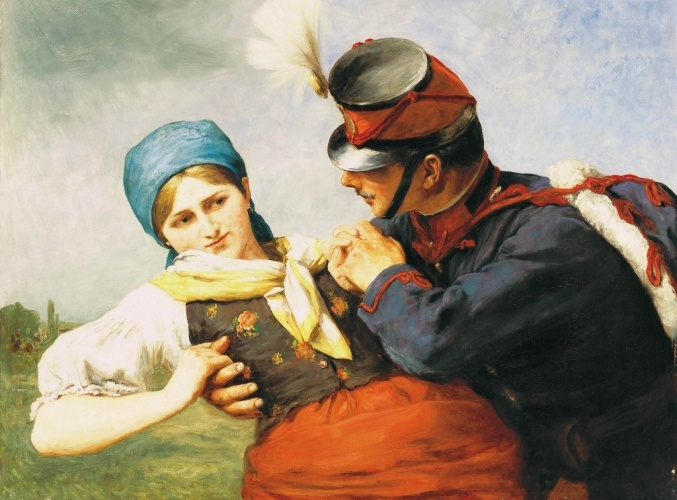
Imre Greguss (1888)

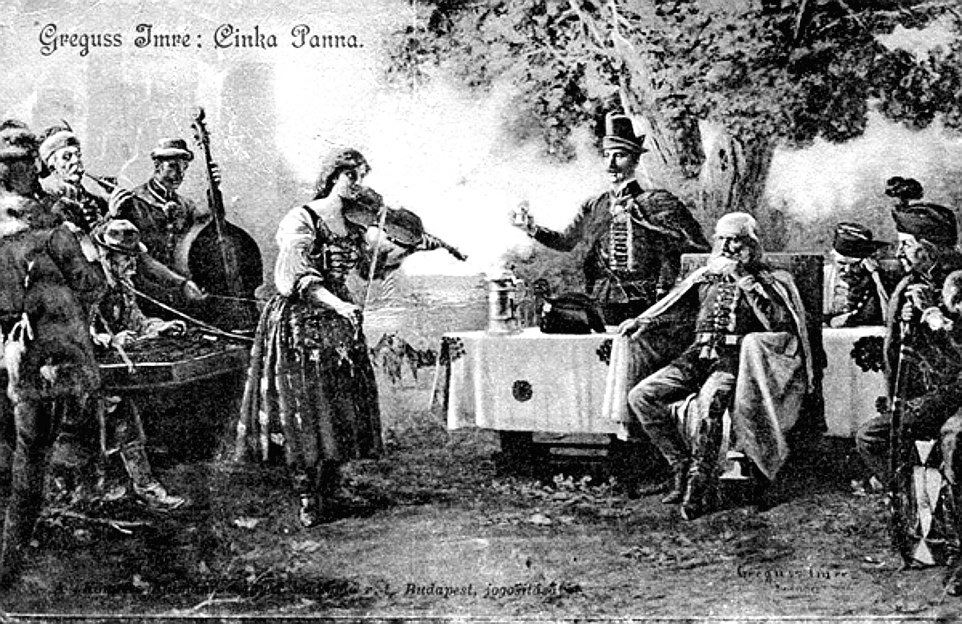
Imre Greguss: Panna Czinka (1910)

Da er ein gesichertes Einkommen anstrebte, legte er 1889/90 das Zeichenlehrerdiplom an der Landes-Musterzeichenschule in Budapest ab. Ab 1891 war er an verschiedenen Schulen Ungarns, davon 1893 bis 1899 an der Hauptrealschule in Kaschau, tätig, danach am Gymnasium im 8. Bezirk in Budapest.